# آرتورو براگالیا
آرتورو براگالیا (ایتالیایی: Arturo Bragaglia؛ ‏ ۷ ژانویهٔ ۱۸۹۳ – ۲۱ ژانویهٔ ۱۹۶۲) هنرپیشه اهل ایتالیا بود.
از فیلم‌هایی که وی در آن نقش داشته‌است، می‌توان به بلیسیما، مادالنا، نمره اخلاق صفر، معجزه در میلان، چهار قدم در ابرها، سیاهرگ طلایی، شش همسر باربابلو، هتل لونا، اتاق ۳۴، ترانه بهار، قلب و روح، حمل و نقل، زنجیرهای ناپیدا، اورینت اکسپرس، خداحافظ جوانی، معشوقه پنهانی و یک توپ و یازده مرد اشاره کرد.